# 대한민국 민법 제470조
대한민국 민법 제470조는 채권의 준점유자에 대한 변제에 대한 민법 채권의 조문이다.

## 조문
제470조 (채권의 준점유자에 대한 변제) 채권의 준점유자에 대한 변제는 변제자가 선의이며 과실없는 때에 한하여 효력이 있다.

第470條(債權의 準占有者에 對한 辨濟) 債權의 準占有者에 對한 辨濟는 辨濟者가 善意이며 過失없는 때에 限하여 效力이 있다.

## 판례
- 예금주의 대리인이라고 주장하는 자가 예금주의 통장과 인감을 소지하고 예금반환청구를 한 경우, 은행이 예금청구서에 나타난 인영과 비밀번호를 신고된 것과 대조 확인하는 외에 주민등록증을 통하여 예금주와 청구인의 호주가 동일인이라는 점까지 확인하여 예금을 지급하였다면 이는 채권의 준점유자에 대한 변제로서 유효하다[1]

- 무효인 채권압류 및 전부명령을 받은 자에 대한 변제라도 그 채권자가 피전부채권에 관하여 무권리자라는 사실을 알지 못하거나 과실 없이 그러한 사실을 알지 못하고 변제한 때에는 그 변제는 채권의 준점유자에 대한 변제로서 유효하다[2]

## 같이 보기
- 대한민국 민법 제417조 영수증소지자에 대한 변제
- 공신의 원칙
- 표현대리
- 대한민국 민법 제518조 지시채권의 소지인에 대한 변제